# Раздетые (фильм)
«Раздетые» — российский фильм 1998 года режиссёра Кирилла Серебренникова, по его же сценарию, его полнометражный дебют.

## Сюжет
По пьесе каталонского драматурга Жуана Казаса Фустера (Joan Casas i Fuster, «Nus», 1991). Действие происходит на чердаке заброшенного дома, куда фотограф и модель поднимаются трижды, каждый раз воспринимая ситуацию по-новому: нежность и насилие, искренность и ложь, фантазия и реальность.

## В главных ролях
- Игорь Мужжухин — фотограф
- Вера Новикова — модель
- Мария Жигунова — девочка

## Награды
- ТЭФИ (1999) - лучшая режиссёрская работа (Кирилл Серебренников, за фильмы "Тайны грозы" и "Раздетые")

## Критика
Киноведы сходятся во мнении, что это худший из лучших фильмов Кирилла Серебренникова, так на 10 место из 10 фильм поставили киновед Сергей Кудрявцев давший ему 3,5 балла из 10 возможных
и кинокритик Никита Лаврецкий, который отметил:

Больше всего это зрелище напоминает провинциальный театр, разыгранный артистами массовки из эфира MTV. Безымянные мужчина и женщина переживают многословную страсть в трех актах-перерождениях. Из‑за ненатуральности и антикинематографичности происходящего ничего хорошего им не пожелаешь уже с первых минут.

Этот кинодебют на данный момент вспоминают редко (в том числе и сам Серебренников), да и разыскать копию непросто, — но зрители, кажется, ничего и не теряют.
Сам Кирилл Серебренников считает фильм черновиком, не заслуживающим особого внимания.